# Intel-Kaby-Lake-Mikroarchitektur
Kaby Lake ist der Codename einer Prozessor-Mikroarchitektur des Chipherstellers Intel, die im 3. Quartal 2016 veröffentlicht wurde. Wie die Broadwell- und Skylake-Prozessoren basieren auch die Kaby-Lake-Prozessoren auf einem 14-nm-Prozess. Intel nennt den Herstellungsprozess 14nm+ oder 14 nm erste Optimierung, durch geringere Leckströme können die Frequenzen etwas angehoben werden, die Mikroarchitektur des Kernes an sich ist gleich der Skylake-Mikroarchitektur.

## Eigenschaften
Im Vergleich zu den Vorgänger-Modellen der Skylake-Generation wurde der Takt bei Kaby Lake ein wenig angehoben und die Turbo-Takt-Funktion verbessert, wodurch sich bei den Notebookprozessoren eine leichte Leistungsverbesserung von 15 bis 25 Prozent ergibt. Diese Taktsteigerungen bei gleicher Leistungsaufnahme werden durch Verbesserungen am 14-nm-Prozess möglich. Als neues Feature verfügt Kaby Lake neben den höheren Taktraten zusätzlich über verbesserte Codec-Beschleunigung für H.265- und VP9-Videos. Außerdem wurde die Speed-Shift-Technologie verbessert, die unter Windows 10 für schnellere Reaktionen des Turbo-Boost sorgt. Von manchen Nicht-Xeon-Modellen wird allerdings ECC-Arbeitsspeicher nicht mehr unterstützt.

## Desktop-Prozessoren
Kaby-Lake-Desktopprozessoren sind mit dem Sockel 1151 sowie den 200er-Chipsätzen (Union Point) kompatibel.
Viele Mainboardhersteller bieten aber BIOS-Updates an, die die Nutzung von Kaby-Lake-Prozessoren mit den 100er-Chipsätzen (Sunrise Point) ermöglichen.
Wie gewohnt sind die Kaby-Lake-Prozessoren ebenfalls mit einer integrierten Grafikeinheit aus der HD-600-Serie ausgestattet. Intel stellt jedoch nur Treiber für Windows 10 zum Download bereit. Außerdem gibt es mit dem i3-7350K das erste Core-i3-Modell mit frei wählbarem Multiplikator.

## Kaby Lake Refresh
Am 21. August 2017 hat Intel mit dem Kaby Lake Refresh vier neue Notebookprozessoren vorgestellt. Technisch handelt es sich beim Kaby Lake Refresh um eine leicht verbesserte Kaby-Lake-Architektur, die in einem ebenfalls leicht verbesserten 14nm+-Prozess gefertigt werden. Erstmals verbaut Intel in einer ULV-CPU vier physische Prozessorkerne und spricht in diesem Zusammenhang von einer Leistungssteigerung von bis zu 40 %. Verkauft werden die Kaby-Lake-R-Prozessoren unter den Bezeichnungen Core i5 8xxx U und Core i7 8xxx U, nicht zu verwechseln mit den Sechskern-Desktop-Prozessoren der 8. Generation, die auf der Coffee-Lake-Architektur basieren.

## Kaby Lake-G
Am 8. Januar 2018 hat Intel fünf neue Prozessoren für Notebooks vorgestellt, die unter dem Codenamen Kaby Lake-G entwickelt wurden. Die größte Besonderheit dieser CPUs ist die integrierte AMD-Radeon-Vega-M-GPU. Verkauft werden die Kaby-Lake-G-Prozessoren als Core i5 8xxx G und Core i7 8xxx G.
Technisch handelt es sich bei Kaby Lake-G um Quad-Core-Prozessoren wie bei den Kaby-Lake-H-Notebookprozessoren, die ebenfalls vier Kerne und Basistaktraten von ca. 3 GHz aufweisen. Im Chip des Prozessors ist auch weiterhin eine HD Graphics 630 integriert. Auf demselben Package befinden sich aber nicht nur der Prozessor, sondern zwei weitere Dies für die AMD Radeon-Vega-M-GPU und den 4 GB großen HBM2 Speicher. Die Verbindung zwischen GPU und HBM erfolgt dabei nicht über einen Interposer, wie bei bisherigen Grafikkarten mit HBM, sondern über Embedded Multi-Die Interconnect Bridge (EMIB). Diese Technik wurde von Intel entwickelt, um sehr hohe Datenraten auf kleinster Fläche zu erreichen, aber kostengünstiger als mit einem Interposer zu sein. Die Verbindung zwischen GPU und Prozessor kommt aber ohne EMIB aus und verläuft direkt durch das Substrat. Dafür werden von der CPU acht PCIe-3.0-Lanes abgezweigt. Je nach Modell gibt Intel für Kaby Lake-G eine TDP von 65 oder 100 W für das gesamte Package mit CPU, GPU und HBM an.

## Befehlssätze
Sämtliche Prozessoren unterstützen SSE bis SSE4, AES-NI, CLMUL, MPX und SGX, i3 und höher zusätzlich auch AVX bzw. AVX2, TSX, F16C, BMI sowie FMA.